# Zbigniew Bzymek
Zbigniew Bzymek (ur. 21 stycznia 1976 w Warszawie) – polsko-amerykański reżyser filmowy i artysta wideo.
W 2005 ukończył studia na Wydziale Reżyserii Państwowej Wyższej Szkoły Filmowej, Telewizyjnej i Teatralnej w Łodzi (dyplom 2008). W latach 2004–2007 autor projekcji wideo do spektakli Krystiana Lupy. Od 2006 związany z nowojorską grupą teatralną The Wooster Group.

## Filmografia
- Bierność (2002)
- W hotelu Syrena (2002)
- Taki jak ja (2003)
- Nagle na zawsze (2008)
- Utopians (2011)

## Projekcje w spektaklach teatralnych
- Zaratustra reż. Krystian Lupa (2004)
- Solaris reż. Krystian Lupa (2005)
- Czarodziejski flet reż. Krystian Lupa (2005)
- Na szczytach panuje cisza reż. Krystian Lupa (2006)
- Mewa reż. Krystian Lupa (2007)
- Oh What War reż. Mallory Catlett (2007)
- La Didone reż. Elizabeth Lecompte (2008)

## Nagrody i nominacje filmowe
- Nominacja Teddy Award podczas 2011 Berlinale
- Gregory Millard Fellowship in Film, New York Foundation for the Arts, 2009
- Grand Prix du jury za film Nagle na zawsze; 31 Rencontres Henri Langlois, Poitiers, grudzień 2008.
- I Nagroda za film Nagle na zawsze; 3 Światowy Festiwal Filmów Studenckich Młode Kadry – Young Cinema Art – październik 2008.
- II Nagroda za film Nagle na zawsze; 6 Przegląd Filmów Studenckich „Łodzią po Wiśle” w Warszawie, kwiecień 2008.